# Astyanax
I græsk mytologi var Astyanax (Oldgræsk: Ἀστυάναξ – Astyánax, gen.: Ἀστυάνακτος) søn af Hektor og Andromache. Hans fødselsnavn var Scamandrius (på græsk Σκαμάνδριος eller Σκάμανδρος, efter floden Skamandros), men Trojas indbyggere kaldte ham Astyanax ("højkonge" eller overherre af byen), da han var søn af byens store beskytter og arvingens førstefødte søn.
Under den trojanske krig skjulte Andromache ham i Hektors grav, men han blev fundet, og hans skæbne blev diskuteret af grækerne; hvis han fik lov at leve frygtede de, at han ville hævne sin far og genopbygge Troja. I den version som fortælles i Lille-Iliaden og gentages af Pausanius (x 25.4) blev han dræbt af Neoptolemos (også kaldet Pyrrhus), som kastede spædbarnet ned fra muren.

## Fodnoter
1. 1 2  "Astyanax". Oxford Classical Dictionary. Oxford, 1949, s. 111.
2. 1 2  A Classical Manual: Being a Mythological, Historical, and Geographical Commentary on Pope's Homer and Dryden's Aeneid of Virgil. J. Murray, 1833, s. 189.
3. ↑  Iliaden VI, 403